# قلعة فتح أباد
قلعة فتح أباد هي قلعة تاريخية، وتقع في اختيار أباد، مقاطعة كرمان.

## معرض الصور

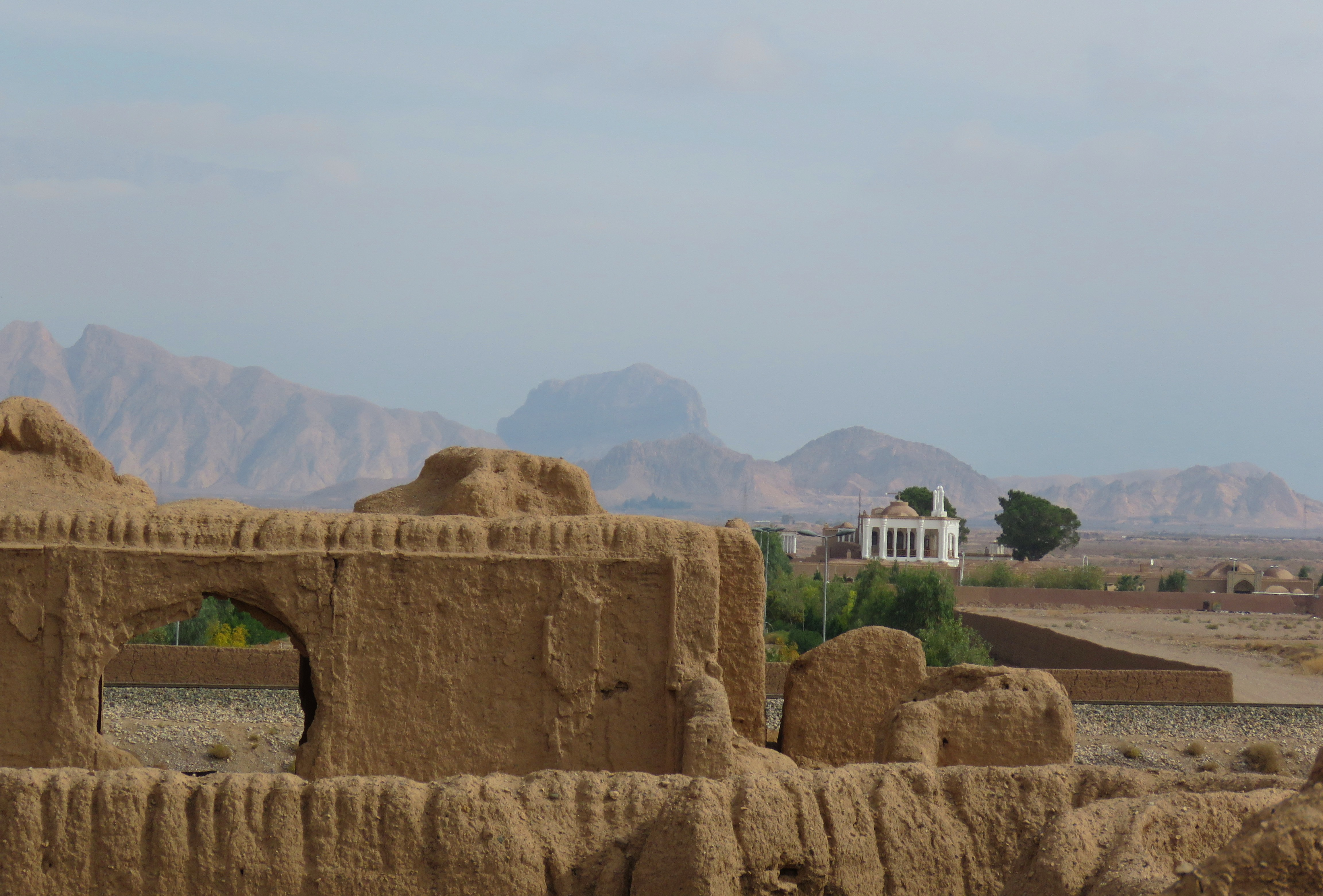
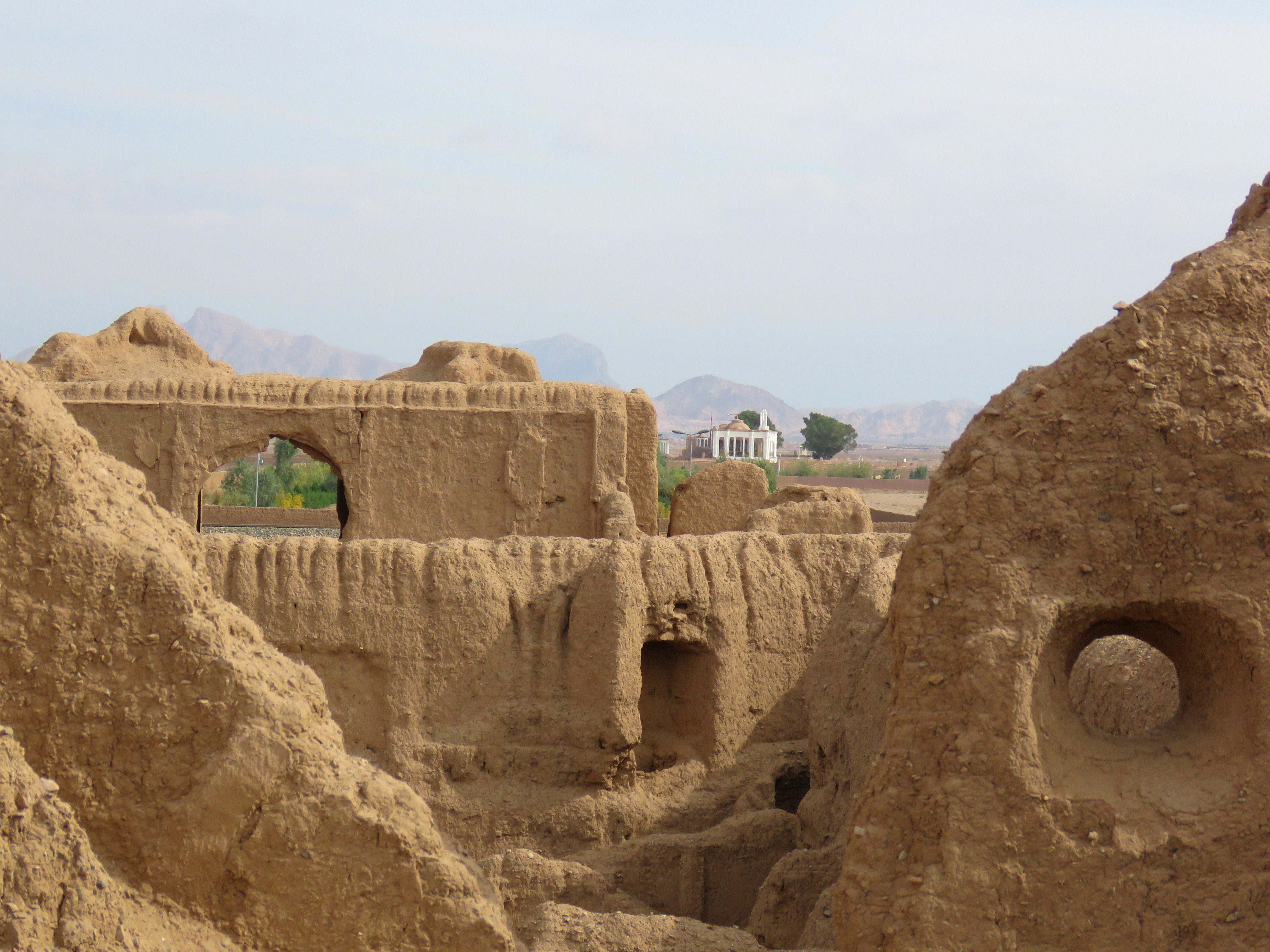
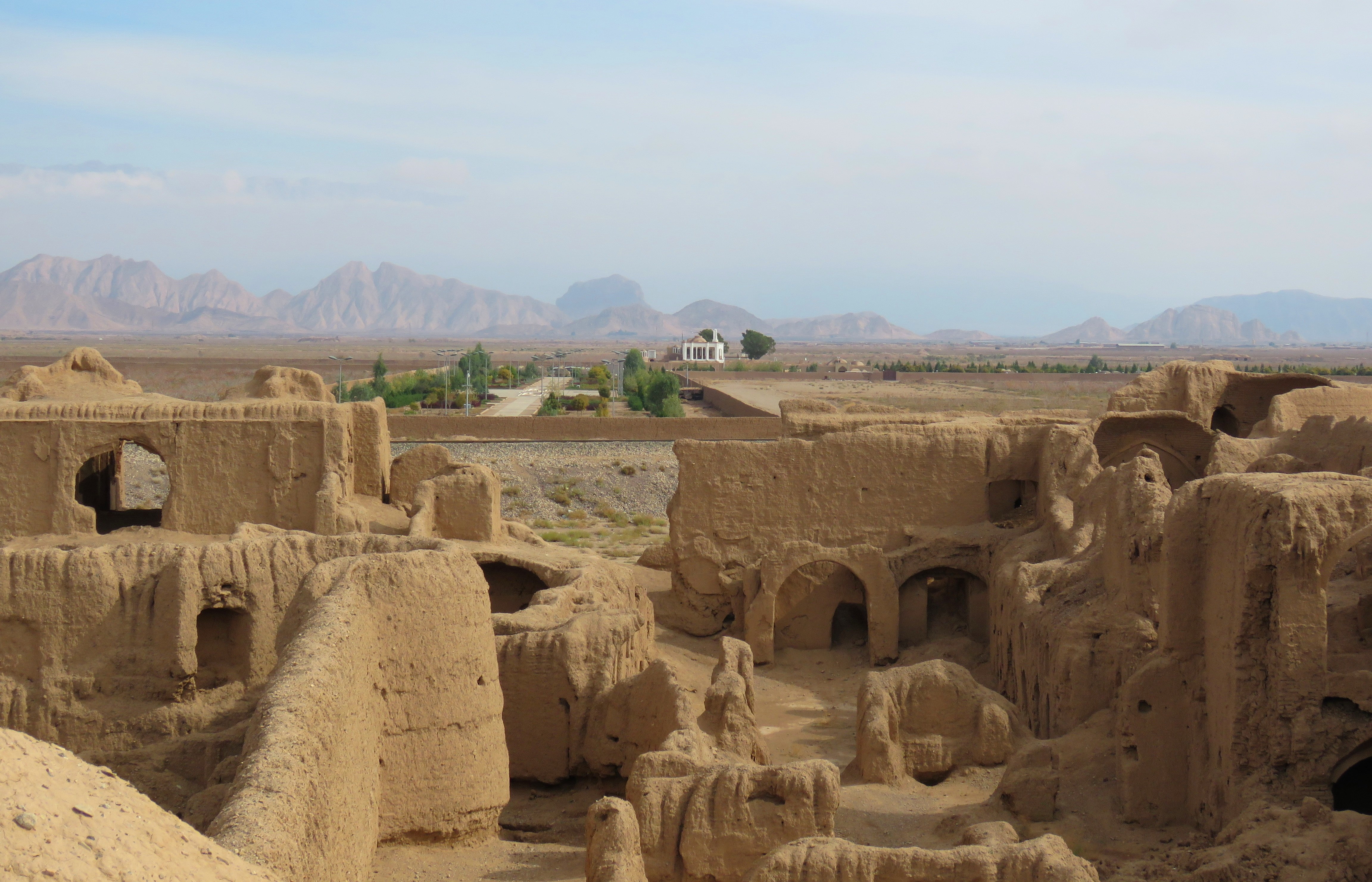
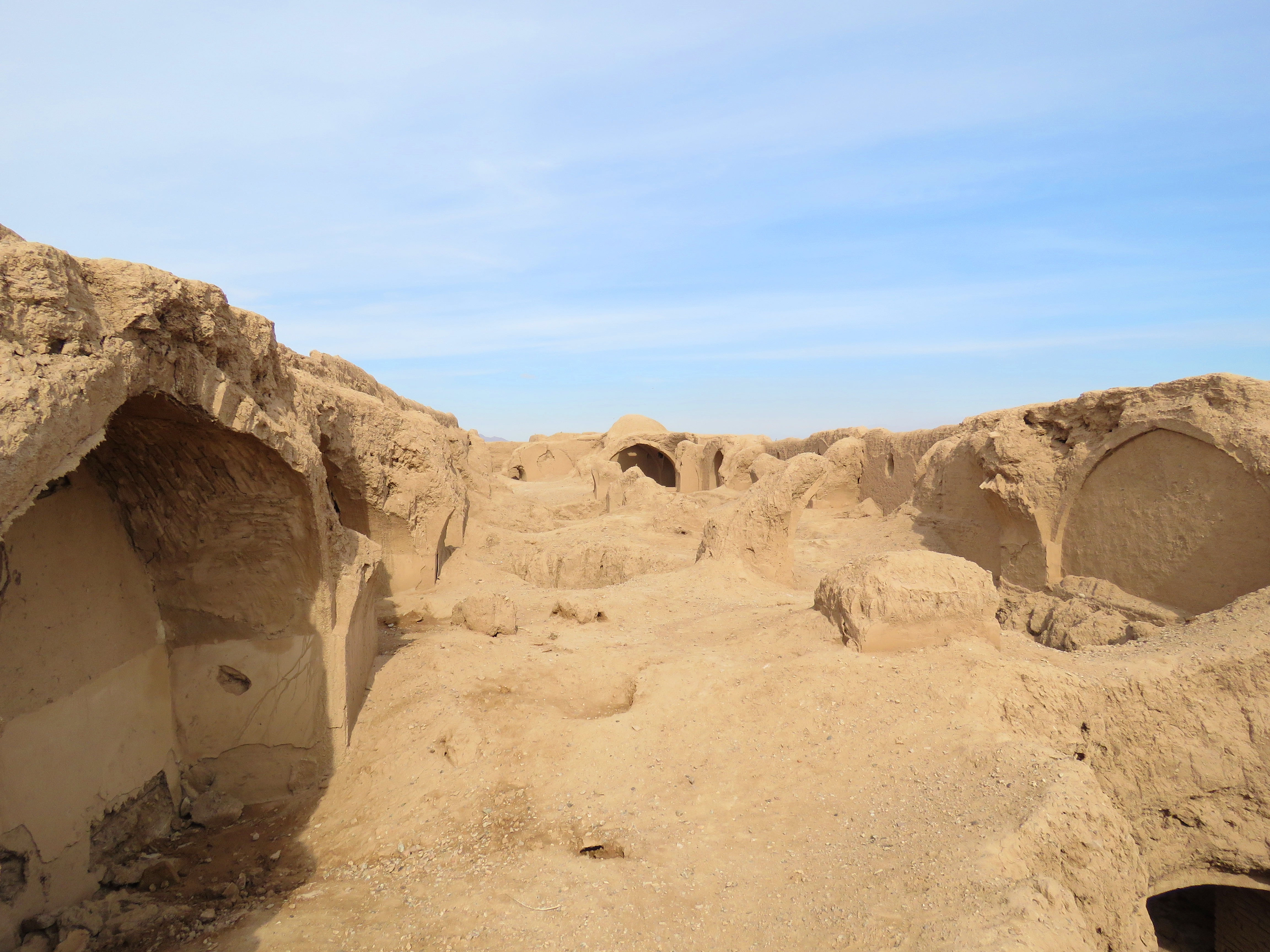
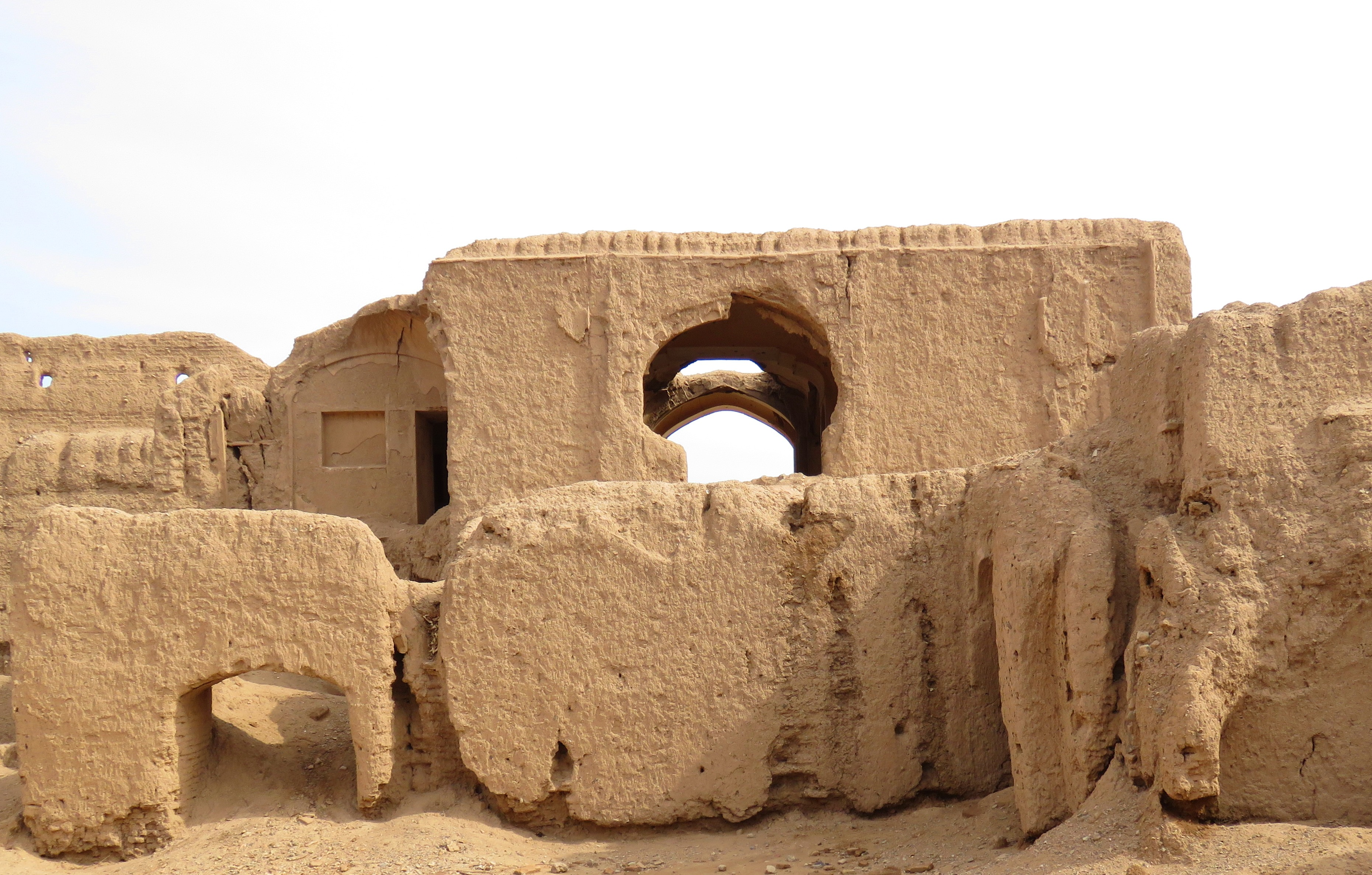
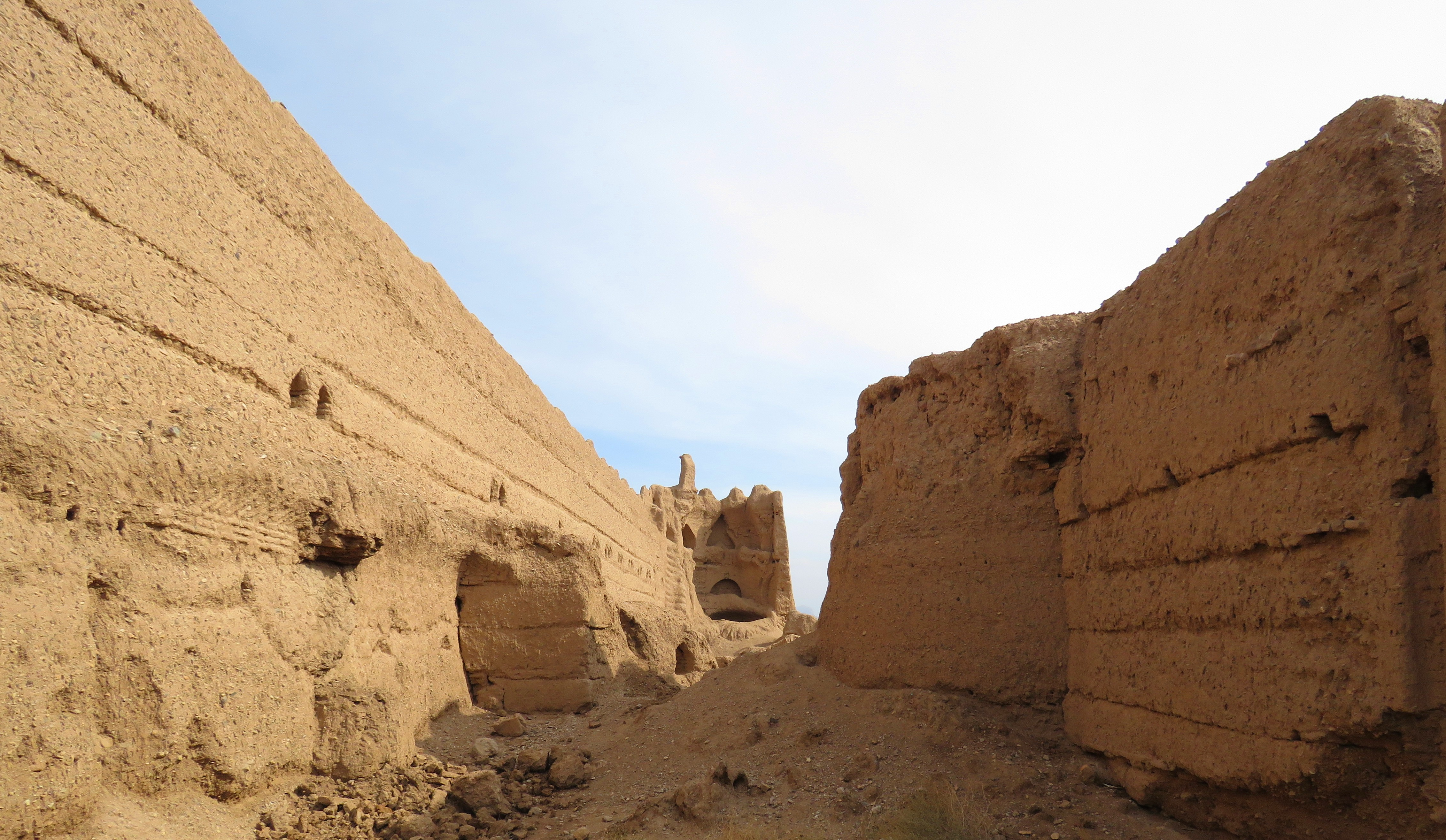
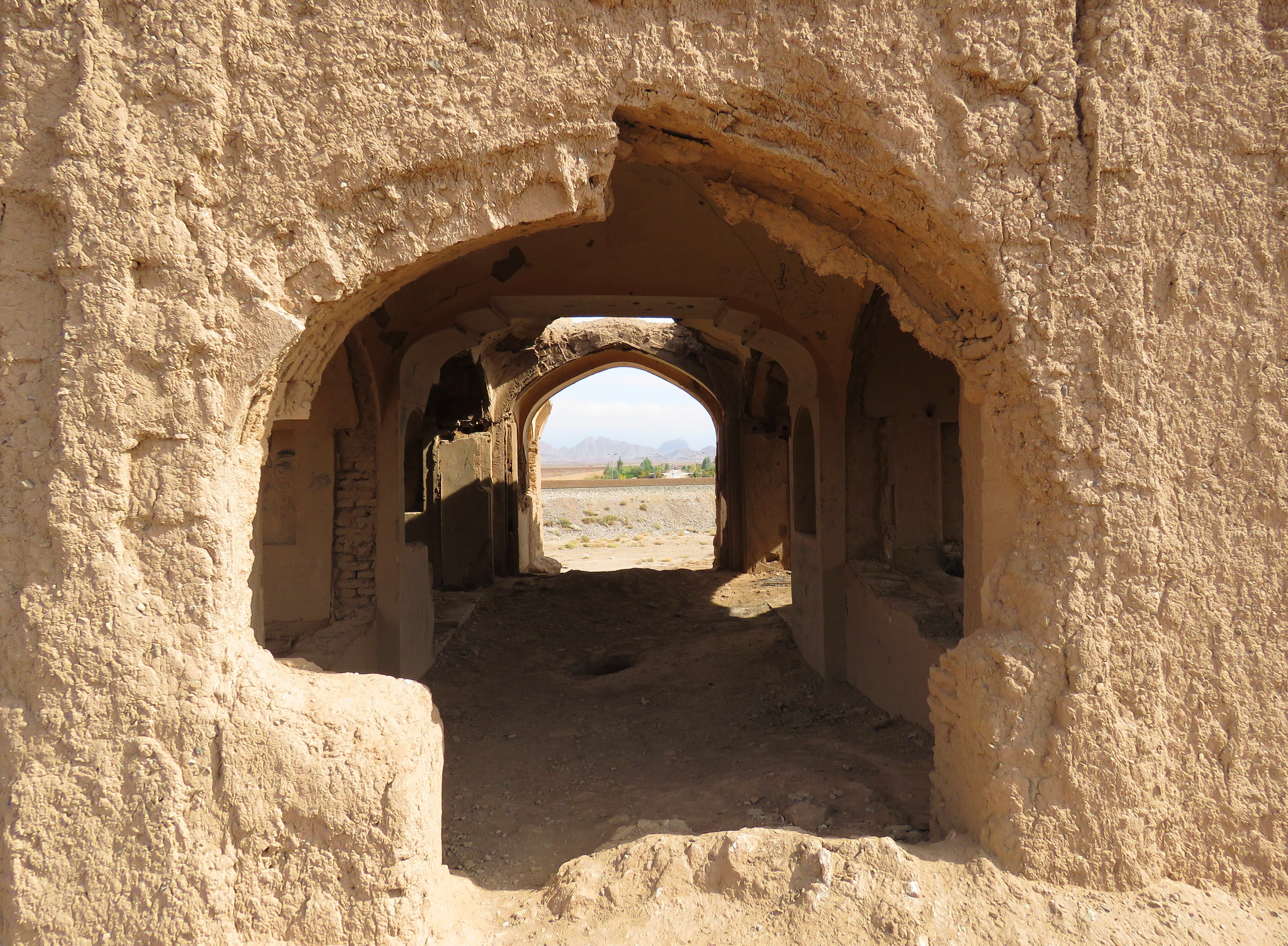
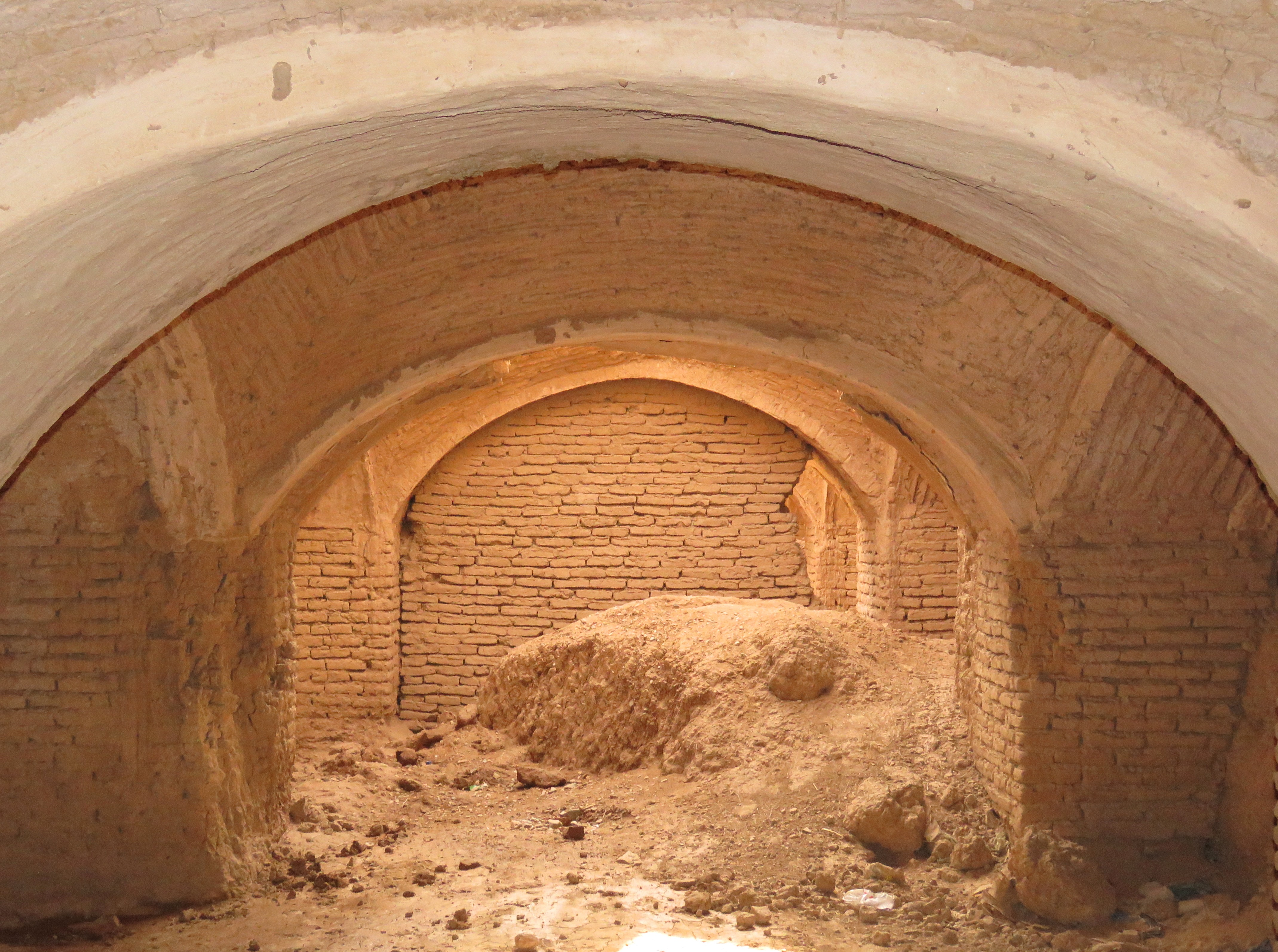